# Diego de Buen
Diego Eduardo de Buen Juárez (Ciudad de México, México; 3 de julio de 1991) es un futbolista mexicano. Juega como mediocampista en el Club Necaxa de la Primera División de México.

## Trayectoria
Comenzó jugando para equipos de las fuerzas básicas del Club Universidad Nacional en 2008. Del 2009 al 2011, jugó alternadamente con los equipos de Pumas Morelos y el equipo sub-20 de la institución. Fue registrado por Pumas para la temporada 2009-10 y debutó profesionalmente el 22 de octubre de 2009 en la Liga de Campeones de la Concacaf contra el conjunto de Comunicaciones Fútbol Club, en un partido que terminó 2-1 favor de Comunicaciones. La siguiente temporada no tuvo participación con el primer equipo y Pumas logró el campeonato del Torneo Clausura 2011. El 28 de agosto de 2011 jugó su primer partido en la Primera División de México, fue titular en la derrota de Pumas 1-2 contra Cruz Azul.
Para el Torneo Apertura 2012, fue traspasado al Puebla Fútbol Club. Con los camoteros, de Buen logró lo titularidad y consiguió su primer gol como profesional el 26 de agosto de 2012, dándole con el la victoria a Puebla sobre San Luis. Tras estar tres torneos con Puebla y anotar seis goles, fue comprado por Club de Fútbol Pachuca en diciembre de 2013. Con los Tuzos consiguió el subcampeonato del Torneo Clausura 2014 al perder la final ante el Club León. El Torneo Apertura 2015 fue traspasado al Club Tijuana, donde solo estuvo un torneo y entonces fue comprado por el Club Santos Laguna en 2016.
Con el cuadro lagunero se coronó campeón en el clausura 2018, participando en la final que ganaron el 20 de mayo  al Toluca en la Bombonera,  con marcador global de 3-2. Previo a esa final sufrió una parálisis facial que lo tuvo fuera 2 semanas, pero aún en recuperación jugó en la Liguilla y la final.  En 2020 pasó a formar parte del equipo Tampico Madero de la Liga de Ascenso (hoy Liga de Expansión) que formaba parte del Grupo Orlegui, propietario también de los equipos Atlas FC y Santos. En el 2020 se suspendió el Torneo a partir de marzo debido a la pandemia por COVID19, y desapareció esa categoría de ascenso para convertirse en la Liga de Expansión. Para el torneo Apertura 2020 de la segunda categoría siguió con el Tampico Madero, donde fue pieza fundamental en el logro del primer Campeonato de esa renovada liga colaborando con el gol definitivo por la vía de un penal en tiempo extra, en la final contra el Atlante FC en el Estadio de la Ciudad de los Deportes. Fue nombrado el MVP (Jugador más valioso) de la Liga de Expansión MX y el club Puebla se hizo de sus servicios a partir de enero de 2021. Así se dio su regreso a Primera División. 
En Puebla ha jugado 5 torneos, sobresaliendo como defensa central bajo el mando del entrenador Nicolás Larcamón y posteriormente de Eduardo Arce y Ricardo Carbajal. En todos esos torneos ha aportado para el equipo que ha pasado a repechaje y/o liguilla, entre estas liguillas una sopresiva semifinal en el Clausura 2021 y unos dignos cuartos de final en el Apertura 2023.
Para este Clausura 2025 fue llamado a las filas del Club Necaxa donde volverá estar al mando de Nicolás larcamon quien requiere reforzar su defensa. 
En paralelo a su participación como jugador, el Licenciado en Comunicación por la Universidad del Futbol del Pachuca, y terminó la carrera de Director Técnico en el E.N.D.I.T de la F.M.F.

## Selección nacional

### Categorías inferiores
Fue convocado por Juan Carlos Chávez para participar en el Campeonato Sub-20 de la Concacaf de 2011, jugó en 5 partidos, anotó un gol en cuartos de final frente a Canadá y obtuvo el campeonato de la competencia al derrotar en la final a Costa Rica. Participó en la Copa Mundial de Fútbol Sub-20 de 2011, participó en 7 partidos, anotó un gol ante Corea del Norte y logró el tercer de la competencia al derrotar a Francia.
En mayo de 2011 fue convocado para disputar el Torneo Esperanzas de Toulon de 2011 son la selección sub-21. Jugó cuatro partidos y su equipo terminó como cuarto lugar de la competencia al perder el partido por el tercer lugar ante Italia.

### Selección absoluta
Fue convocado para disputar la Copa América 2011 en lugar de uno de los ocho jugadores que fueron suspendidos de la convocatoria. En la competencia, de Buen estuvo en la banca los tres partidos que disputó México y fue eliminado de la competencia en la primera fase.

## Estadísticas
Actualizado al último partido jugado el 10 de noviembre de 2024.

### Clubes
| C. Universidad Nacional · México |               |               |     |    |    |   |    |     |     |    |
| 1.ª | 2009-10       | -             | -   | -  | -  | 1 | 0  | 1   | 0   |    |
| 1.ª | 2010-11       | -             | -   | -  | -  | - | -  | 0   | 0   |    |
| 1.ª | 2011-12       | 7             | 0   | -  | -  | 6 | 0  | 13  | 0   |    |
| Total club | Total club    | 7             | 0   | 0  | 0  | 7 | 0  | 14  | 0   |    |
| C. Puebla · México |               |               |     |    |    |   |    |     |     |    |
| 1.ª | 2012-13       | 31            | 4   | 11 | 1  | - | -  | 42  | 5   |    |
| 1.ª | 2013          | 17            | 1   | -  | -  | - | -  | 17  | 1   |    |
| 1.ª | 2020-21       | 9             | 0   | -  | -  | - | -  | 9   | 0   |    |
| 1.ª | 2021-22       | 36            | 3   | -  | -  | - | -  | 36  | 3   |    |
| 1.ª | 2022-23       | 38            | 1   | -  | -  | - | -  | 38  | 1   |    |
| 1.ª | 2023-24       | 36            | 6   | -  | -  | 2 | 0  | 38  | 6   |    |
| 1.ª | 2024-25       | 17            | 1   | -  | -  | 2 | 1  | 19  | 2   |    |
| Total club | Total club    | 184           | 15  | 11 | 1  | 4 | 1  | 199 | 18  |    |
| C. F. Pachuca · México |               |               |     |    |    |   |    |     |     |    |
| 1.ª | 2014          | 14            | 1   | 7  | 1  | - | -  | 21  | 2   |    |
| 1.ª | 2014-15       | 20            | 2   | -  | -  | 4 | 1  | 24  | 3   |    |
| Total club | Total club    | 34            | 3   | 7  | 1  | 4 | 1  | 45  | 5   |    |
| C. Tijuana · México |               |               |     |    |    |   |    |     |     |    |
| 1.ª | 2015          | 14            | 0   | -  | -  | - | -  | 14  | 0   |    |
| Total club | Total club    | 14            | 0   | 0  | 0  | 0 | 0  | 14  | 0   |    |
| C. Santos Laguna · México |               |               |     |    |    |   |    |     |     |    |
| 1.ª | 2016          | 8             | 0   | -  | -  | 3 | 0  | 11  | 0   |    |
| 1.ª | 2016-17       | 25            | 1   | 9  | 2  | - | -  | 34  | 3   |    |
| 1.ª | 2017-18       | 28            | 2   | 8  | 0  | - | -  | 36  | 2   |    |
| 1.ª | 2018-19       | 3             | 0   | 4  | 0  | 1 | 0  | 8   | 0   |    |
| 1.ª | 2019-20       | 1             | 0   | 3  | 0  | - | -  | 4   | 0   |    |
| Total club | Total club    | 65            | 3   | 24 | 2  | 4 | 0  | 93  | 5   |    |
| Tampico Madero F. C. · México |               |               |     |    |    |   |    |     |     |    |
| 2.ª | 2019-20       | 7             | 3   | -  | -  | - | -  | 7   | 3   |    |
| 2.ª | 2020-21       | 20            | 9   | -  | -  | - | -  | 20  | 9   |    |
| Total club | Total club    | 27            | 9   | 0  | 0  | 0 | 0  | 27  | 9   |    |
| Total carrera | Total carrera | Total carrera | 331 | 31 | 42 | 4 | 19 | 2   | 392 | 37 |
| (1)Incluye datos de la Copa México (2)Incluye datos de la Concacaf Liga de Campeones (2009-10, 2011-12, 2014-15, 2015-16, 2019) y Leagues Cup (2023) |               |               |     |    |    |   |    |     |     |    |

### Selecciones
| Competición                              | Categoría | Sede      | Resultado    | PJ | G |
| ---------------------------------------- | --------- | --------- | ------------ | -- | - |
| Campeonato Sub-20 de la Concacaf de 2011 | Sub-20    | Guatemala | Campeón      | 5  | 1 |
| Copa Mundial de Fútbol Sub-20 de 2011    | Sub-20    | Colombia  | Tercer lugar | 7  | 1 |
| Torneo Esperanzas de Toulon de 2011      | Sub-21    | Francia   | Cuarto lugar | 4  | 0 |
| Copa América 2011                        | Absoluta  | Argentina | Primera fase | 0  | 0 |
| Total                                    | –         | –         | –            | 16 | 2 |

### Resumen estadístico
| Competencia                | Partidos | Goles |
| -------------------------- | -------- | ----- |
| Liga                       | 136      | 9     |
| Copas nacionales           | 27       | 4     |
| Copas internacionales      | 14       | 1     |
| Selección de México Sub-21 | 4        | 0     |
| Selección de México Sub-20 | 12       | 2     |
| Total                      | 193      | 16    |

## Palmarés

### Campeonatos nacionales
| Título                     | Equipo                     | País   | Año    |
| -------------------------- | -------------------------- | ------ | ------ |
| Primera División de México | Club Universidad Nacional  | México | C-2011 |
| Primera División de México | Club Santos Laguna         | México | C-2018 |
| Liga de Expansión MX       | Tampico Madero Fútbol Club | México | G-2020 |

### Campeonatos internacionales
| Título                           | Equipo              | País      | Año  |
| -------------------------------- | ------------------- | --------- | ---- |
| Campeonato Sub-20 de la Concacaf | Selección de México | Guatemala | 2011 |